# USS Fair (DE-35)
USS Fair (DE-35) là một tàu hộ tống khu trục lớp Evarts được Hải quân Hoa Kỳ chế tạo trong Chiến tranh Thế giới thứ hai. Nó là chiếc tàu chiến duy nhất của Hải quân Mỹ được đặt theo tên Trung úy Hải quân Victor Norman Fair, Jr. (1921-1942), người phục vụ trên tàu khu trục vận chuyển cao tốc USS Gregory (APD-3), và đã tử thương ngày 9 tháng 9, 1942 sau khi Gregory bị đánh chìm tại quần đảo Solomons. Nó đã phục vụ cho đến khi chiến tranh kết thúc, xuất biên chế vào ngày 17 tháng 11, 1945 và xóa đăng bạ vào ngày 28 tháng 11, 1945. Con tàu được chuyển cho Lục quân vào ngày 20 tháng 5, 1947 để cho Canada thuê, rồi được hoàn trả cho Hải quân năm 1948 và bị tháo dỡ năm 1949. Fair được tặng thưởng năm Ngôi sao Chiến trận do thành tích phục vụ trong Thế Chiến II.

## Thiết kế và chế tạo
Những chiếc thuộc lớp tàu khu trục Evarts có chiều dài chung 289 ft 5 in (88,21 m), mạn tàu rộng 35 ft 1 in (10,69 m) và độ sâu mớn nước khi đầy tải là 8 ft 3 in (2,51 m). Chúng có trọng lượng choán nước tiêu chuẩn 1.140 tấn Anh (1.160 t); và lên đến 1.430 tấn Anh (1.450 t) khi đầy tải. Hệ thống động lực bao gồm bốn động cơ diesel General Motors Kiểu 16-278A nối với bốn máy phát điện để vận hành hai trục chân vịt; công suất 6.000 hp (4.500 kW) cho phép đạt được tốc độ tối đa 21 kn (24 mph; 39 km/h), và có dự trữ hành trình 4.150 nmi (4.780 mi; 7.690 km) khi di chuyển ở vận tốc đường trường 12 kn (14 mph; 22 km/h).
Vũ khí trang bị bao gồm ba pháo 3 in (76 mm)/50 cal trên tháp pháo nòng đơn có thể đối hạm hoặc phòng không, một khẩu đội 1,1 inch/75 caliber bốn nòng và chín pháo phòng không Oerlikon 20 mm. Vũ khí chống ngầm bao gồm một dàn súng cối chống tàu ngầm Hedgehog Mk. 10 (có 24 nòng và mang theo 144 quả đạn); hai đường ray Mk. 9 và tám máy phóng K3 Mk. 6 để thả mìn sâu.
Fair được đặt lườn tại Xưởng hải quân Mare Island, ở Vallejo, California vào ngày 24 tháng 2, 1943. Nó được hạ thủy vào ngày 27 tháng 7, 1943; được đỡ đầu bởi bà Victor N. Fair, Jr., vợ góa Trung úy Fair, và nhập biên chế vào ngày 23 tháng 10, 1943 dưới quyền chỉ huy của Hạm trưởng, Đại úy Hải quân D. S. Crocker.

## Lịch sử hoạt động
Sau khi hoàn tất việc chạy thử máy, Fair hộ tống một đoàn tàu vận tải đi từ San Francisco đến Trân Châu Cảng, đến nơi vào ngày 9 tháng 1, 1944. Nó lại ra khơi chín ngày sau đó để tuần tra chống tàu ngầm ngoài khơi đảo san hô vòng Tarawa, và đến ngày 4 tháng 2 đã phối hợp cùng tàu khu trục Charrette (DD-581) truy lùng và tấn công một mục tiêu được Charrette phát hiện trước đó. Fair cùng với Charrette có thể đã đánh chìm tàu ngầm Nhật Bản I-175 vào sáng ngày hôm sau.
Fair quay trở về Trân Châu Cảng vào ngày 17 tháng 2, rồi lại lên đường vào ngày 25 tháng 2 để đi Majuro, nơi trong giai đoạn từ ngày 5 tháng 3 đến ngày 12 tháng 6, nó đã tuần tra tại lối ra vào vũng biển, hộ tống vận tải tại chỗ và hộ tống các đoàn tàu đi Roi-Namur thuộc đảo san hô Kwajalein. Nó cùng với ba tàu chở dầu đi đến Eniwetok vào ngày 14 tháng 6, nơi trong hai tuần lễ tiếp theo nó hộ tống bảo vệ tại điểm hẹn tiếp nhiên liệu ngoài khơi quần đảo Mariana, phục vụ cho các đội đặc nhiệm trong chiến dịch tấn công chiếm đóng đảo Saipan.
Sau khi phục vụ cho việc tuần tra tại khu vực Eniwetok từ ngày 1 đến ngày 14 tháng 7, Fair quay trở lại nhiệm vụ hộ tống các tàu vận tải trong khi diễn ra các chiến dịch đổ bộ nhằm chiếm đóng Tinian và Guam. Nó quay trở lại Trân Châu Cảng vào ngày 31 tháng 8 cho một đợt đại tu ngắn, rồi tham gia các hoạt động huấn luyện, trước khi quay trở lại Eniwetok vào ngày 13 tháng 10, nơi nó đảm nhiệm hộ tống vận tải cho tàu bè đi lại giữa Eniwetok và Ulithi cho đến ngày 19 tháng 1, 1945. Sau đó con tàu phụ trách hộ tống vận tải cho các tuyến đường từ Eniwetok đến đảo Manus, Guam và Guadalcanal cho đến ngày 24 tháng 3, khi nó đi đến để tập trung lực lượng chuẩn bị cho chiến dịch đổ bộ tiếp theo lên Okinawa.
Hộ tống một đoàn tàu bao gồm chủ yếu là các tàu đổ bộ LST, Fair rời Ulithi vào ngày 27 tháng 3 để hướng sang Okinawa; và sau cuộc đổ bộ ban đầu vào ngày 1 tháng 4, nó đi đến Kerama Retto. Trước khi khởi hành đi Saipan vào ngày 6 tháng 4 cùng các tàu đổ bộ rỗng, nó đã nổ súng đánh trả các đợt tấn công hàng loạt của máy bay cảm tử Kamikaze nhắm vào các tàu vận tải, bắn rơi một kẻ tấn công. Sau chuyến đi đến Saipan, nó hoạt động tuần tra ngoài khơi Chimu Wan, Okinawa cho đến ngày 12 tháng 5, rồi bảo vệ khu vực đổ bộ và đánh trả máy bay và xuồng máy tấn công tự sát trong mười ngày tiếp theo. Sau đó nó hộ tống một đoàn tàu đi Saipan và Guam, rồi quay trở lại khu vực Okinawa vào ngày 10 tháng 6 để tuần tra và hộ tống vận tải tại chỗ.
Fair rời Okinawa vào ngày 5 tháng 7 để quay về vùng bờ Tây Hoa Kỳ, nơi nó được đại tu. Con tàu được cho xuất biên chế tại Portland, Oregon vào ngày 17 tháng 11, 1945, rồi được chuyển cho Lục quân Hoa Kỳ vào ngày 20 tháng 5, 1947.

## Phần thưởng[2]
|  |             |  |
|  | Silver star |  |

| Dãi băng Hoạt động Tác chiến (truy tặng) |                                                                         |                                                                         |                                      |
| Huân chương Chiến dịch Hoa Kỳ            | Huân chương Chiến dịch Châu Á-Thái Bình Dương với 5 Ngôi sao Chiến trận | Huân chương Chiến dịch Châu Á-Thái Bình Dương với 5 Ngôi sao Chiến trận | Huân chương Chiến thắng Thế Chiến II |